# 洲美快速道路
洲美快速道路是位於中華民國臺北市士林區、北投區，沿基隆河右岸興建的一條高架快速道路，屬環西快速道路系統。於2002年12月24日通車。大致呈南北向，全長5.5公里，北端是大度路、大業路，南端為延平北路七段，全路段可通行大型重型機車。

## 行經行政區域

### 台北市
- 北投區
- 士林區

## 歷史
隨著台北都會區的發展，台北市中心與北投、洲美、關渡平原等周圍地區，淡水市區、淡海新市鎮等衛星城鎮的交通負荷日益增加，台北市政府遂推動開闢洲美快速道路，向南經過士林區延平北路六段連結環河南北路快速道路，聯絡台北市市中心，經過福國路匝道聯絡洲美地區；向北連接新北市淡水區以及北投區之關渡、新北投。洲美快速道路北至大度路及大業路口，南至重陽橋附近的環河北路段，是臺北市最北端的快速道路，屬環西快速道路系統向北的延伸線，道路寬度為40至60公尺，全長5.5 公里。於2001年3月開工，2002年12月通車，工程規模龐大，工期緊迫，但有周延之設計及施工障礙之快速排除，故能在1年9個月之短期內完成，為台灣施工最快速之市區高架橋工程:p71。
主要工程分成三大段：
- 跨越基隆河段

高架橋全長約553公尺，配合道路線型斜交跨越基隆河，三跨連續鋼橋面鈑箱型梁橋。主跨168公尺為當時國內梁系鋼橋之最大跨徑。
- 磺港溪至大業路段

高架橋主線部分跨越磺港溪後，沿磺港溪西岸北行至承德路口左轉西向下地銜接大度路長約1530公尺，北向設置匝道跨越承德路路口，銜接大業路，長度約460公尺:pp 84-86。
- 褔國交流道段及洲美堤防段

2018年11月28日，北投區福國路延伸工程（第2期）包含洲美快速道路二期引道，施工動土興建，沿洲美堤防與堤防共構北行至磺港溪止，主線全長約1350公尺。斜面堤防頂寬6公尺，供自行車及慢跑者使用，堤防內佈設共同管道，並先施作完成福國路交流段之引道，待北投士林科學園區之福國路完工後，再行接續。
洲美快速道路將福國路匝道接續完成，通往士林區福國路與北投區文林北路、承德路六段，與「北投士林科技園區」主要幹道同時興建，分2期工程施作。第1期已發包興建：西起銜接福國路匝道橋梁及其平面道路，向東延伸跨越磺溪至文林路與文昌路口止，包括跨磺溪橋梁、福國延伸線平面道路，長1.7公里。第2期配合「北投士林科技園區」區段徵收第2期時程再行編列預算辦理：銜接既有洲美高架橋福國路交流匝道缺口至第1期起點止，長約0.6公里:p73，於2018年11月28日開工，2023年1月19日通車並開放社子至福國路雙向通行一般機車。

## 出入口和匝道列表
洲美快速道路各出口匝道均有交通號誌管制，各匝道資訊如下：
| 洲美快速道路路線設施里程一覽表 |      |          |                 |              |                     |                |                                            |
| 標誌                           | 里程 | 名稱     | 順樁預告        | 逆樁預告     | 形式                | 通車日         | 銜接道路 →聯絡地區                         |
| ↑主線接續大度路快車道          |      |          |                 |              |                     |                |                                            |
| 出口                           |      | 大度路   | 快速道路起點    | 快速道路終點 | 直接式              | 2002年12月24日 | 大度路一段 →北投區                         |
| 出口                           |      | 大業路   | （僅北出南入）  | 大業路       | 匝道                | 2002年12月24日 | 大業路、三合街二段 →北投區                 |
| 出口                           |      | 承德路   | （僅北出南入）  | 承德路       | 內側半套鑽石形      | 2002年12月24日 | 立賢路、承德路七段 →北投區                 |
| 出口                           |      | 福國路   | 福國路          | 福國路       | Y型                 | 2023年1月19日  | 福國路、承德路六段 →北投區北投士林科技園區 |
| 出口                           |      | 環河北路 | 環河北路 社子島 | 快速道路起點 | 直接式 （預留延伸） | 2002年12月24日 | 延平北路、環河北路 →士林區社子             |
| ↓主線接續延平北路              |      |          |                 |              |                     |                |                                            |

## 沿線設施
（由北至南）
- 北投焚化爐
- 北投士林科技園區

## 事故
- 2014年12月11日上午7時許，延平北路6段與7段口往南下匝道一輛台北市環保局垃圾車下橋時失控撞上前方車輛並連續追撞，造成約19輛車受損，1人受傷送醫[6][7]。
- 2003年1月26日，一輛昭伸企業的大貨車在下橋時疑似煞車失靈，沒有減速直接衝撞等紅燈的其他車輛，造成八部車輛連環撞，甚至起火燃燒，五人送醫急救[8]。